# William Heath Robinson
William Heath Robinson (* 31. Mai 1872 in London; † 13. September 1944 ebenda) war ein britischer Karikaturist, Illustrator, Schriftsteller und Bühnenbildner. Bekannt wurde er durch seine komischen Zeichnungen von Maschinen, deren Kompliziertheit in keinem Verhältnis zu ihrem banalen Nutzen steht. Außerdem gilt Robinson als einer der bedeutendsten Buch-Illustratoren des Art Nouveau.

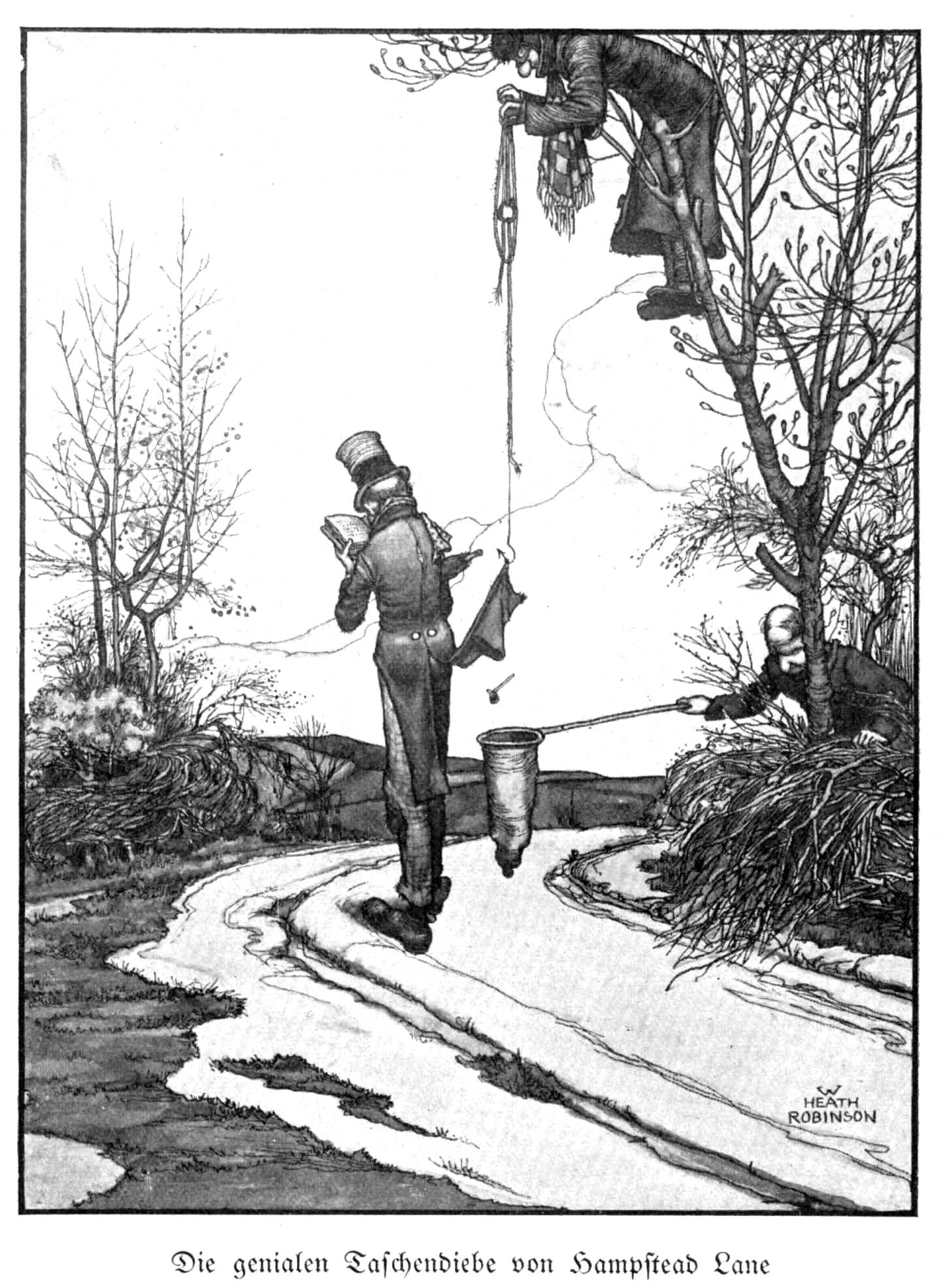
'The Ingenious Pick-pockets of Hampstead Lane'

## Leben und Werk

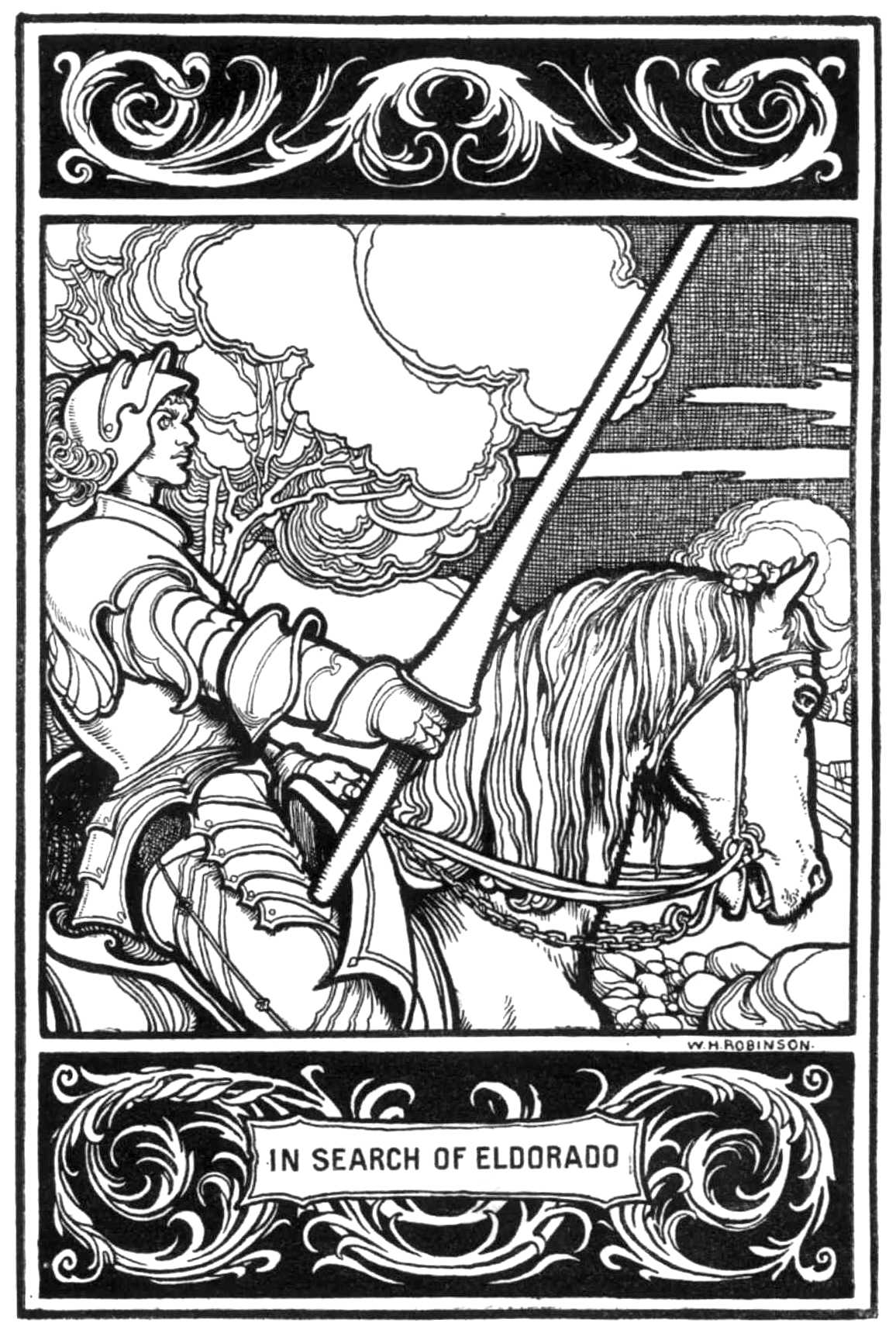
An illustration for the Poem 'Eldorado' ('Gaily bedight...') of Edgar Allan Poe

Er war Sohn des Illustrators und Holzschneiders Thomas Robinson. Seine Ausbildung erhielt er ab 1887 an der Islington School of Art sowie 1890 kurzzeitig an der Royal Academy of Arts. Anfänglich noch der Landschaftsmalerei zugewandt, wandte er sich, wie auch seine beiden Brüder Charles Robinson und Thomas Heath Robinson, der Illustration von Büchern zu. Seine ersten Aufträge waren Don Quixote 1897 und Arabian Nights 1899. 1900 folgte ein Band mit Gedichten von Edgar Allan Poe, wie seine spätere Bebilderung der gesammelten Werke von François Rabelais durch zeichnerische Brillanz und präzis erzeugte Unheimlichkeit gekennzeichnet. Zu seinen zahlreichen Buchillustrationen gehörten auch Bilder zu Werken John Bunyans und William Shakespeares (A Midsummernight's Dream 1914).

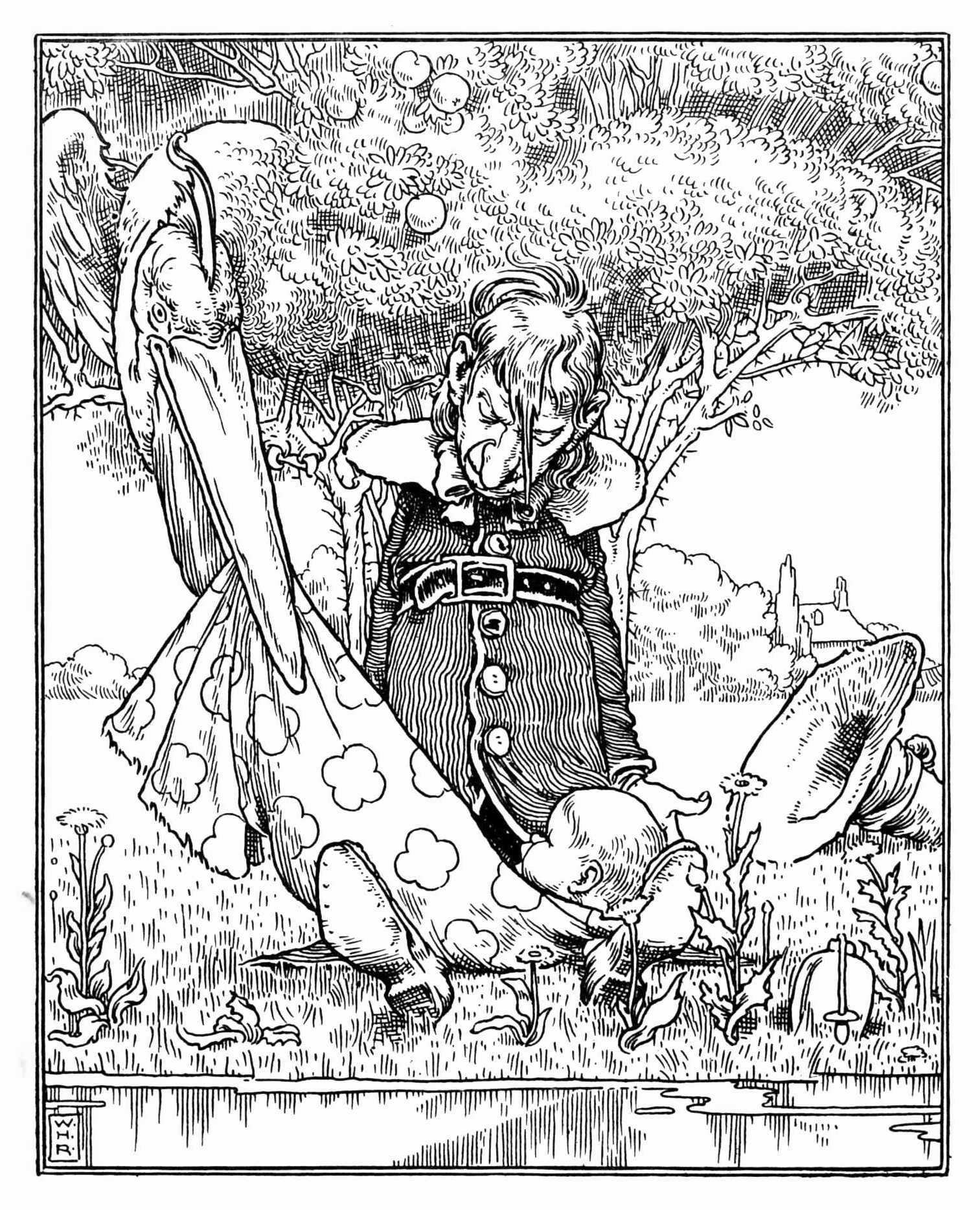
the baby is being kidnapped by a bird

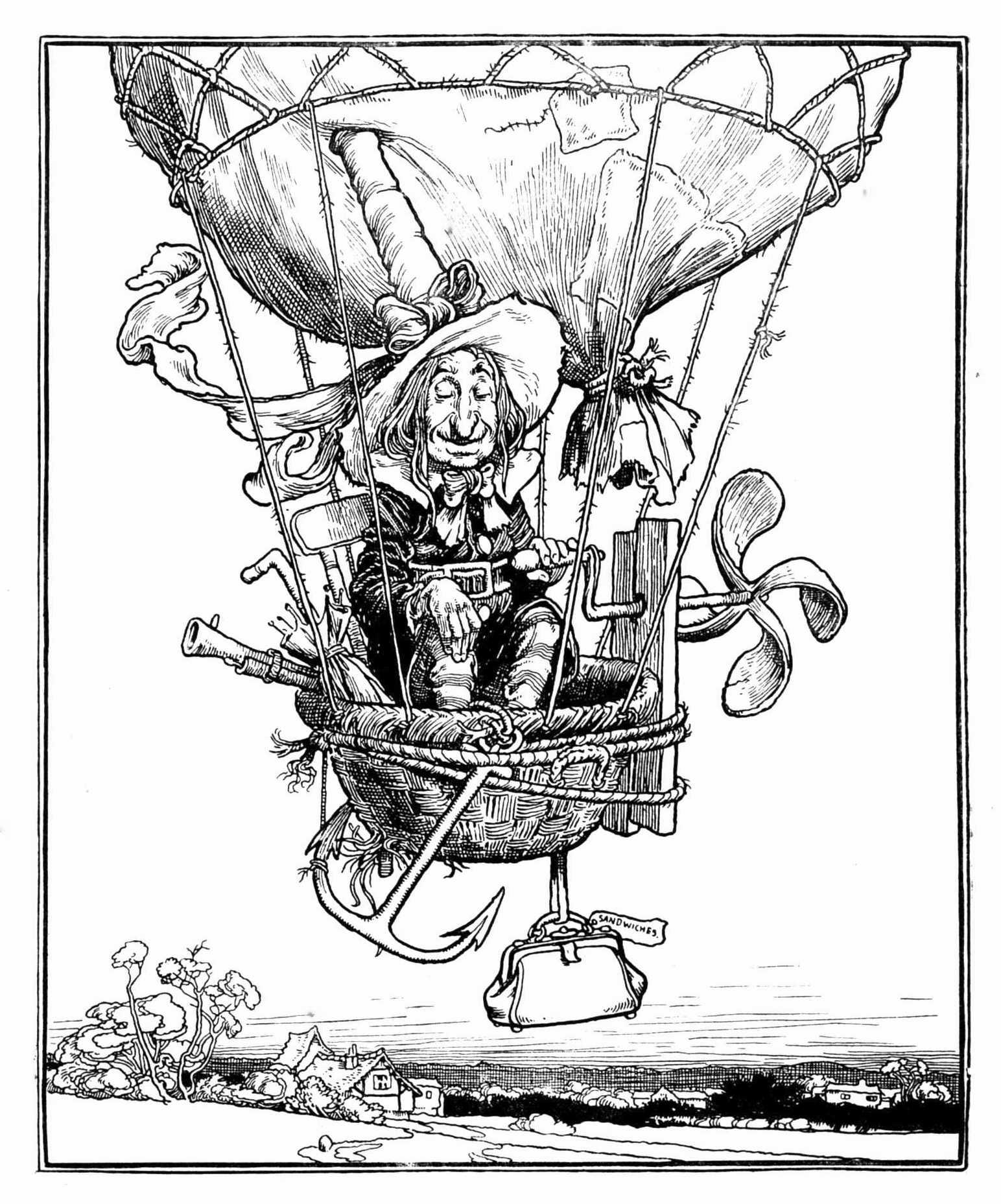
one of the funny machines

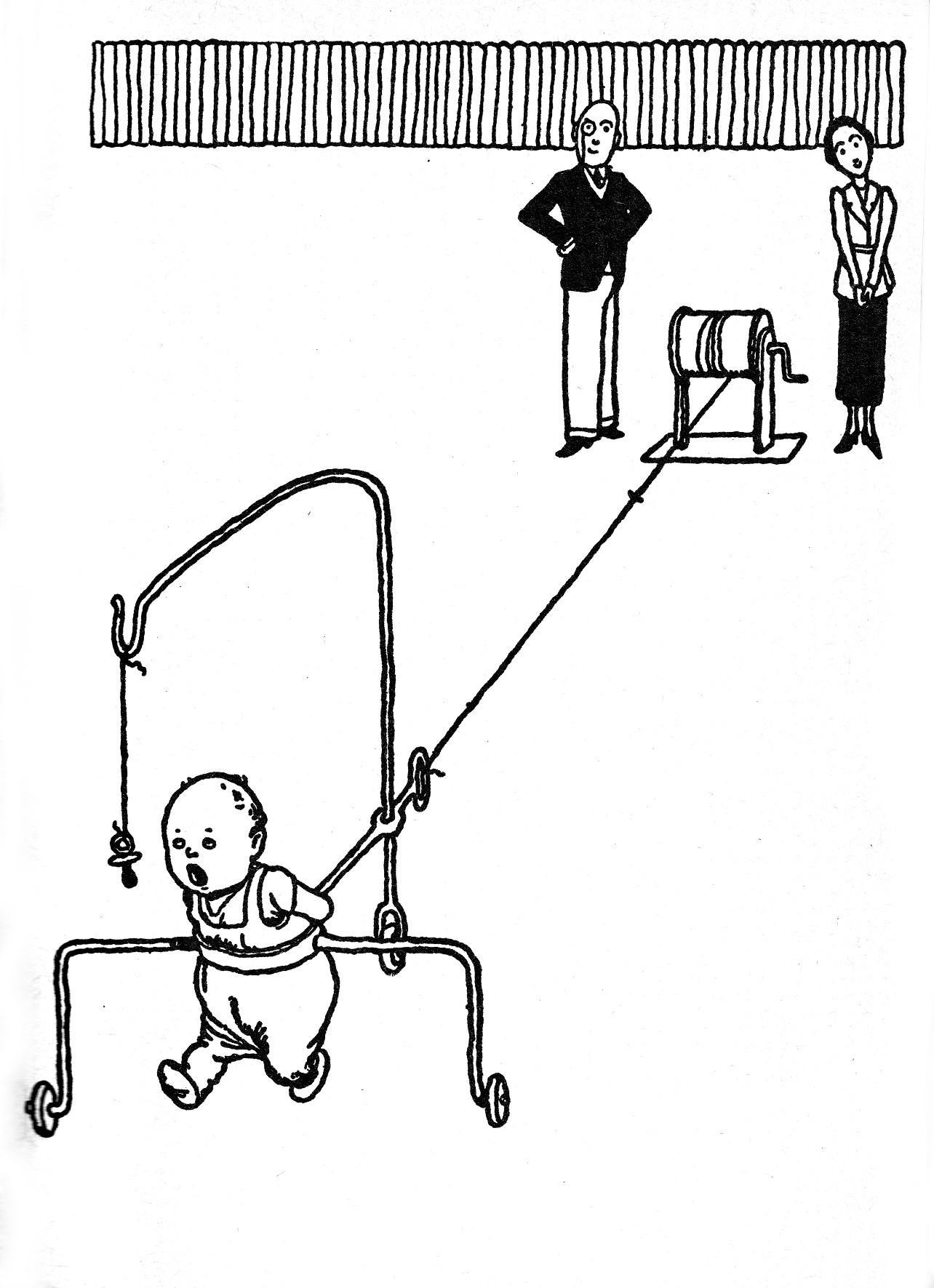
Erste Lektionen: Gehen

Mit zwei Kinderbüchern, The Adventures of Uncle Lubin 1902 und Bill the Minder 1912, stellte Robinson unter Beweis, dass er als Autor für Kinder ebenso viel Talent besaß wie als Illustrator. Seine Bilder sind hier karikaturenhaft und grotesk-komisch. Seine Erzählungen sind ebenso skurril und so sehr im Stil der englischen Nonsense-Literatur gehalten, dass man vermuten darf, es seien wohl nicht nur Kinder als sein Lesepublikum avisiert gewesen. Nun tauchen auch die ersten Vorläufer seiner kuriosen Maschinen auf. Der Titelheld macht sich auf die Suche nach seinem von einem Vogel entführten Neffen, einem Baby, das er hätte beaufsichtigen sollen. Für die Verfolgung improvisiert er ein Flugzeug, einen Fesselballon sowie ein Segel- und ein U-Boot, wendet auch zahlreiche Tricks an wie etwa den, dass man eine Seeschlange mit auf den Schwanz gestreutem Salz besiegen kann. In Bill the Minder erzählt er 15 verrückte Geschichten und illustriert sie ebenso. Schließlich fanden die Erfindungen eines „mad scientist“ und zugleich genialen Professors in Norman Hunters The Incredible Adventures of Professor Branestawm (1933) in Robinson den kongenialen Illustrator. Seine Autobiographie My Line of Life erschien 1938.
Zahlreiche seiner Zeichnungen erschienen unter anderem in The Sketch, The Bystander, The Strand Magazine und The Illustrated London News.

## Heath-Robinson-Apparate
Bei W. Heath Robinson finden sich unzählige Apparate, die absurde Hilfen für im Alltag zu bewältigende Aufgaben darstellen, wie etwa eine Rationierungsmaschine für Tee oder eine gewundene Abschussröhre für Tennisbälle, die den Ball in einer unvorhersehbaren Flugbahn auf den Spieler lenkt, um ihn zu trainieren. Diese Geräte haben gemein, dass der konstruktive Aufwand in keinem Verhältnis zum Nutzen steht.
Die von Robinson erdachten Apparate fallen weiterhin dadurch auf, dass sie aus willkürlichen und absurd anmutenden Gegenständen und Materialien zusammengebaut sind. Sie erwecken den Eindruck, als seien sie auf einem Sperrmüllhaufen gefunden worden. So finden sich Holzstücke, Haushaltsgegenstände, geknotete Seile, Zahnräder, Kugeln, Angelhaken und vieles mehr in bunter Zusammenstellung.

## Kulturelle Bedeutung

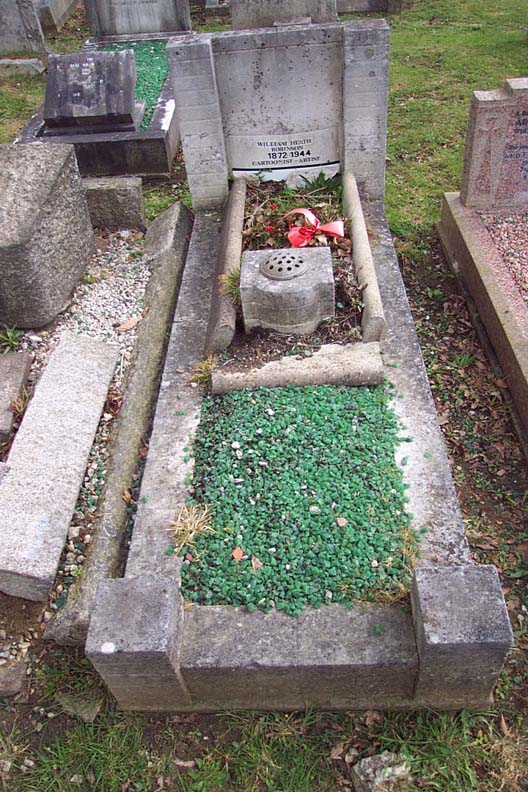
Das Grab von William Heath Robinson auf dem Friedhof von East Finchley

Heath Robinson wurde mit seinen sonderbaren Maschinen und Apparaten, mit denen er sich parodistisch über die das moderne Leben immer stärker prägende Technik lustig machte, zum Lieferanten eines Begriffs in der englischen Sprache: "Heath Robinson contraption" oder einfach "Heath Robinson" beschreibt, als Nomen oder Adjektiv verwendet, einen genial bzw. lachhaft überkomplizierten Mechanismus.
Er fand bereits im Jahr 1912 eine erste dokumentierte Verwendung, als ein Abgeordneter des englischen Unterhauses eine österreichische Flugschau als eine mit "neumodischen Heath-Robinson-Apparaten" (wörtl. "Heath-Robinson -Contraptions") durchgeführte Veranstaltung beschrieb. Seit 1917 ist der Ausdruck auch im OED verzeichnet.
2021 kommentierte der Guardian, Theresa May habe für die Zeit nach dem Brexit auf "heathrobinsoneske Strukturen" gesetzt.

## Trivia

### Entzifferungsmaschine
Während des Zweiten Weltkrieges wurde in der Forschungsabteilung des britischen Postministeriums in Dollis Hill für die Entzifferung der deutschen Lorenz-Schlüsselmaschine eine spezielle Maschine entwickelt und anschließend in der britischen Dienststelle Bletchley Park eingesetzt. Aufgrund ihres komplizierten Aufbaus wurde der Maschine der Name Heath Robinson in Anlehnung an dessen fantastische Apparaturen gegeben. Die Heath Robinson galt als langsam und unzuverlässig; sie diente jedoch dazu, die Theoreme des Entwicklers Max Newman als Vorläufer der Colossus-Dechiffrierungsmaschine zu verifizieren.

## Eigene Werke

### Klassische Illustrationsarbeiten (Auswahl)
- The Poems of Edgar Allan Poe, London New York (Chiswick Press) 1900
- Miguel de Cervantes Saavedra, The Life and Conduct of the Ingenious Gentleman Don Quixote de la Mancha, London (Sands & Co.) 1903
- William Shakespeare's Comedy of a Midsummernight's Dream, London (Constable) 1914
- Hans Christian Andersen, Märchenschatz, München (Georg W. Dietrich) 1929

### Kinderbücher (Auswahl)
- The Adventures of Uncle Lubin, London (Grant Richards) 1902
- Bill the Minder, London (Constable & Co.) 1912
- Vernaleken, William Heath Robinson's Book of Goblins, London (Hutchinson & Co.) 1934

### „Heath-Robinson“-Apparate (Auswahl)
- Absurdities. London (Duckworth) 1934
- Let’s Laugh: A Book of Humorous Inventions, Contrived. London (Duckworth) 1939
- Heath Robinson at War. London (Methuen) 1942
- Heath Robinson Contraptions. London (Duckworth) New York (Overlook) 2007